# Onward Together
Onward Together (Em frente, juntos, em português) é uma organização de ação política norte-americana fundada por Hillary Rodham Clinton, ex-Primeira-dama, ex-Secretária de Estado e candidata à Presidência em 2016. Seu propósito é angariar fundos para financiar grupos políticos progressistas. Clinton descreveu o grupo como um esforço "para avançar a visão que ganhou quase 66 milhões de votos" de uma "América mais justa, mais inclusiva e de grande coração."
No texto que anunciou a criação da organização, publicado no Twitter em 15 de maio de 2017, Hillary Clinton comentou: "Nos últimos meses, vimos que é possível, agindo unidos, resistir à perseguição, ao medo, às mentiras e às divisões, e defender uma América mais justa e mais inclusiva."